# Grünenplan

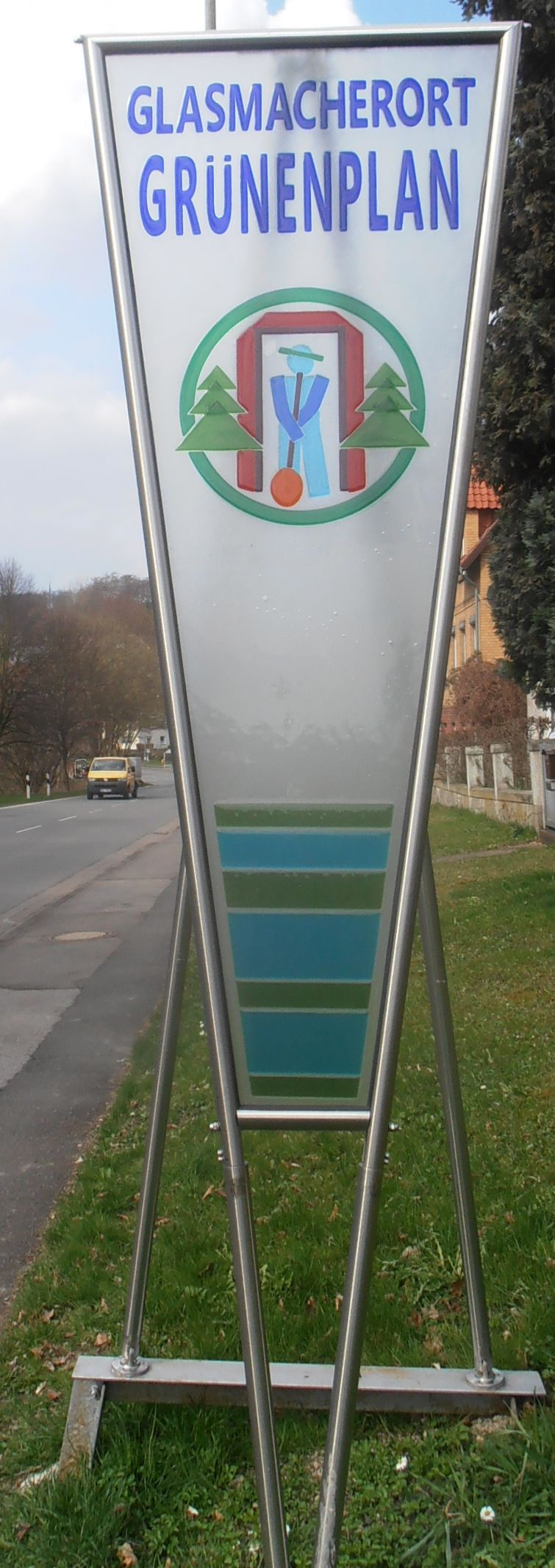
Hinweisschild am Ortseingang von Grünenplan

Grünenplan ist Ortsteil des Fleckens Delligsen im Landkreis Holzminden, Niedersachsen. Der Ortsteil liegt in einem Talkessel des Mittelgebirgszuges Hils in waldreicher Umgebung und wird aufgrund seiner handwerklichen Geschichte auch als „Glasmacherort“ bezeichnet.

## Geschichte
Der Braunschweiger Herzog Karl I. ließ im Zuge der von ihm verfolgten merkantilistischen Bevölkerungs- und Wirtschaftspolitik 1744 die Fürstliche Spiegelglashütte auf dem Grünen Plan errichten, benannt nach einer örtlichen Waldwiese gleichen Namens. Nahezu zeitgleich entstanden mit der Glasmanufaktur Schorborn eine Glashütte für Hohl- und Tafelglas in Schorborn am Solling und mit der Glasmanufaktur Holzen eine Glashütte für Flaschen in Holzen am Ith. Vorläufer dieser Glashütten waren Waldglashütten im Hils, wie die Waldglashütte unter dem Hilsborn und die Waldglashütte am Glasebach.
Grünenplan entstand 1749 aus der planmäßig angelegten Arbeitersiedlung der Spiegelglashütte, die der Forst- und Oberjägermeister Johann Georg von Langen als „Neuer Anbau am Grünen Plan“ gründete. Unter seiner Leitung wurde 1752/1753 auch die Kunst des Spiegelgusses in Grünenplan durchgeführt.
Durch die 1774 bis 1776 aufgebaute, konkurrierende Spiegelglashütte Amelith bei Bodenfelde auf hannoverscher Seite geriet Grünenplan in eine wirtschaftliche Krise, die fast zum Stillstand des Betriebes führte.

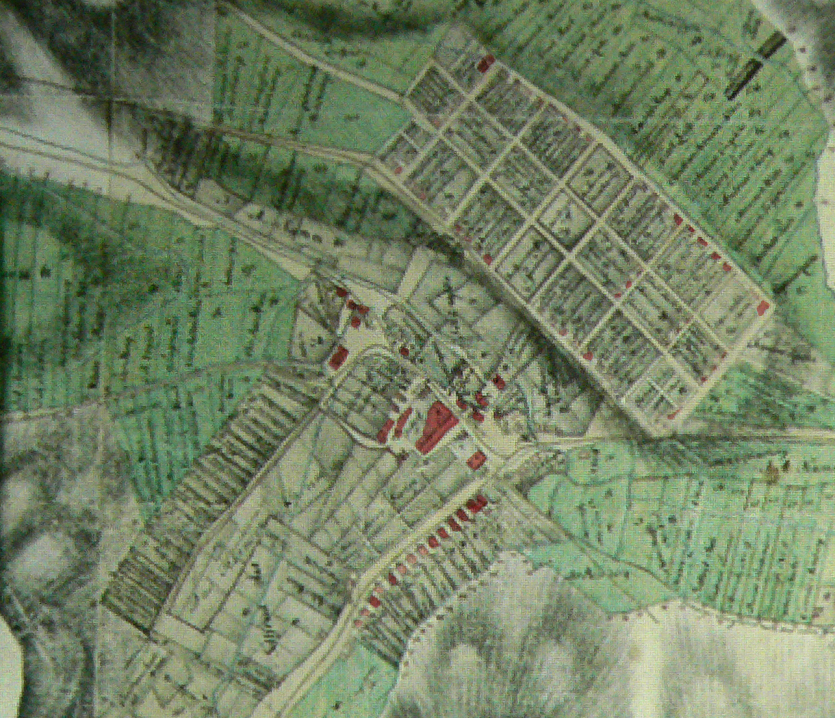
Lageplan von Grünenplan, etwa Mitte des 18. Jahrhunderts

Aus der 1744 gegründeten Spiegelglashütte entstand später die Gebr. Koch'sche Glasfabrik und 1871 das Werk Grünenplan der Deutschen Spiegelglas AG (DESAG), die später eine Tochter der Schott AG wurde. Es handelt sich um das älteste Werk der glaserzeugenden Industrie in Niedersachsen. Die DESAG beschäftigte 1965 im Werk in Grünenplan über 1500 Mitarbeiter, während die Gemeinde 3200 Einwohner verzeichnete.
Bedeutend war auch der Handel mit Kanarienvögeln in Grünenplan. 1860 schuf Ludwig Ruhe (1828–1888) in der Gemeinde das Standbein für seine Tierhandlung. 1866 bis 1869 gründete das Unternehmen bereits Niederlassungen in Lima, New York (Manhattan) und London. Im Jahre 1882 erfolgte der Umzug nach Alfeld in die Kalandstraße. Später fortgeführt von Hermann Ruhe und Hermann Ruhe jr. ging die Firma 1993 in Konkurs.
Grünenplan wurde am 1. April 1974 im Zuge einer Gebietsreform mit den bis dahin ebenfalls selbstständigen Gemeinden Delligsen, Hohenbüchen und Kaierde  ein Ortsteil des Fleckens Delligsen.

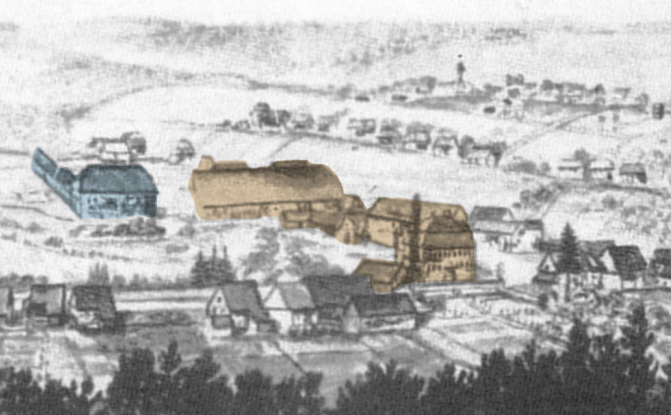
Spiegelglashütte auf dem Grünen Plan um 1860, damals Gebr. Koch'sche Glasfabrik (braun)
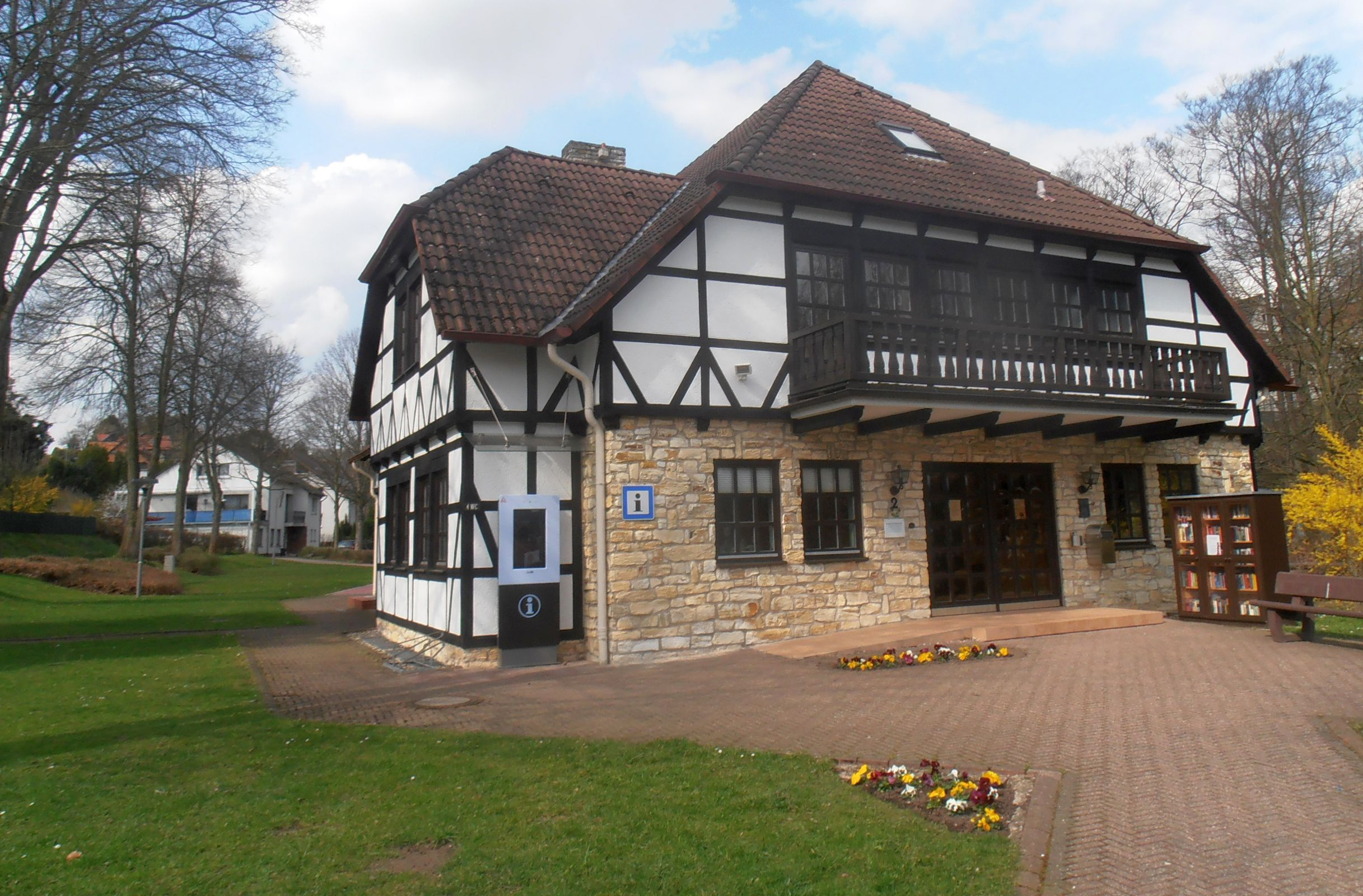
Erich-Mäder-Glasmuseum
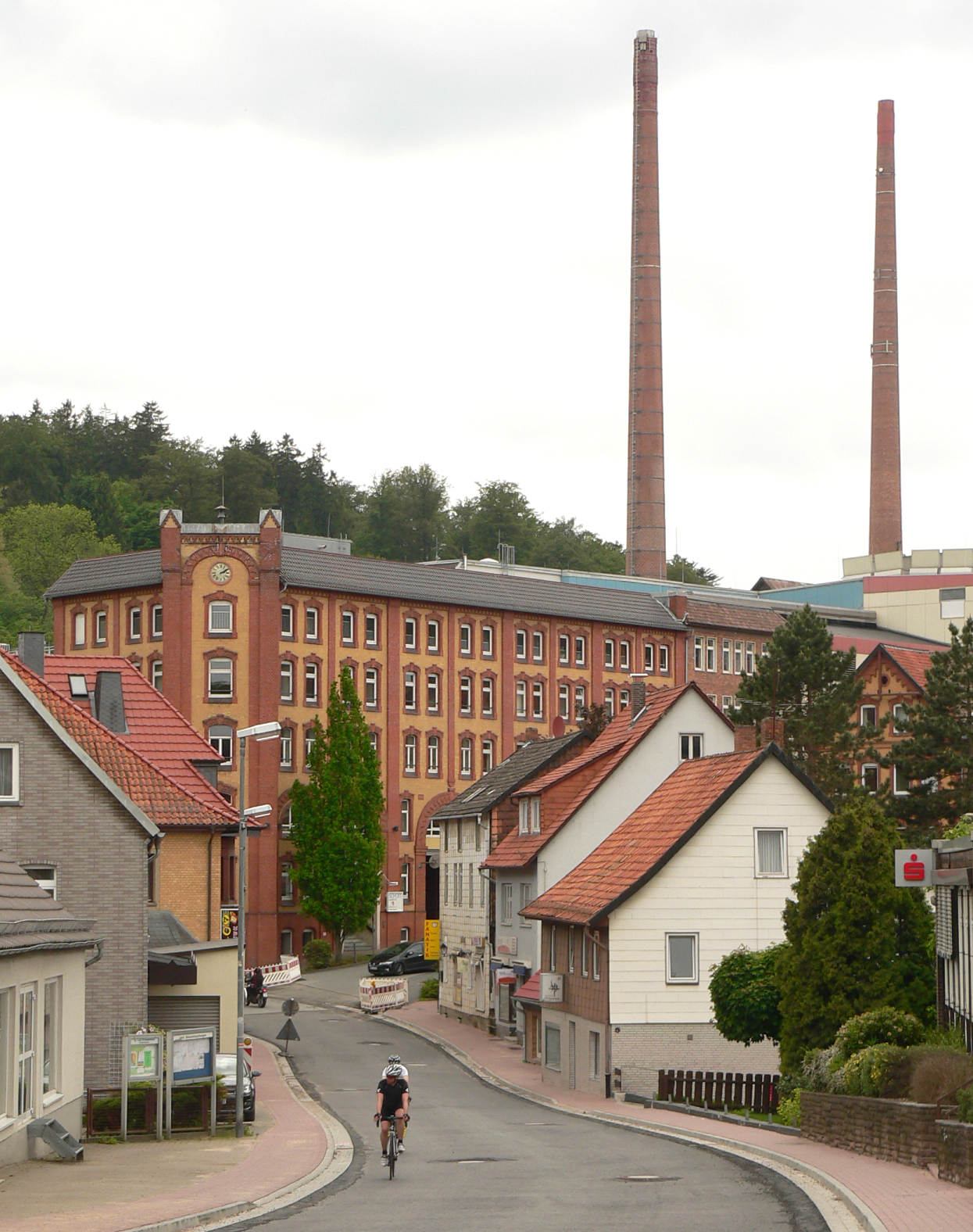
Ortsdurchfahrt mit dem 1908 erbauten, neuen Hafenhaus des Werkes Grünenplan der DESAG
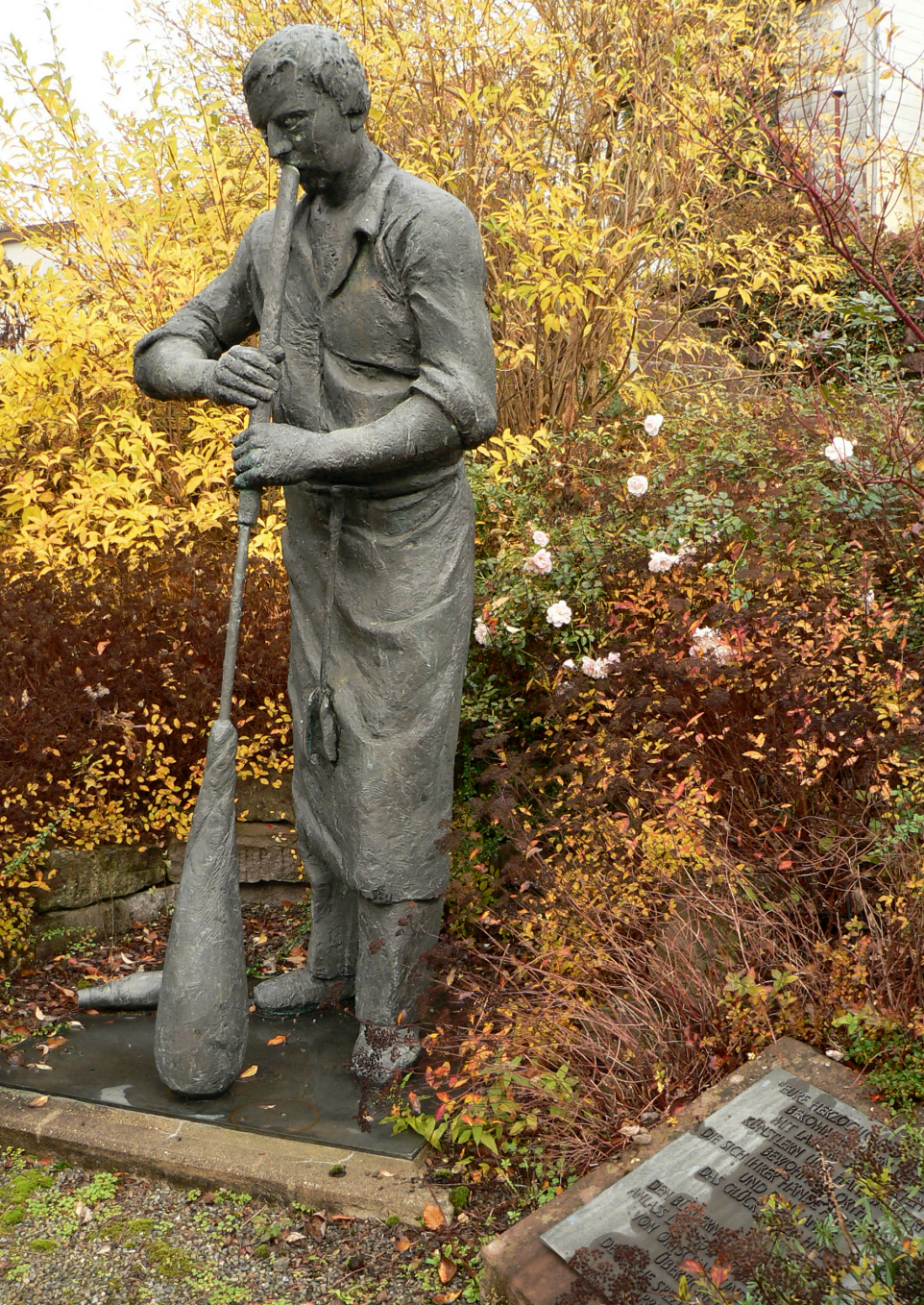
Glasmacherdenkmal von 1994 zum 250-jährigen Jubiläum der Orts- und Fabrikgründung

## Politik

### Ortsrat
Der Ortsrat, der Grünenplan vertritt, setzt sich aus elf Mitgliedern zusammen. Aus dem Ergebnis der Kommunalwahl 2021 ergab sich folgende Sitzverteilung für den Ortsrat Grünenplan:
| Ortsrat 2021Insgesamt 11 Sitze - SPD: 8 - Grüne: 1 - UWG: 1 - CDU: 1 |

### Ortsbürgermeister
Ortsbürgermeister ist Markus Oppermann (erneut gewählt am 11. November 2021).

## Kultur und Sehenswürdigkeiten

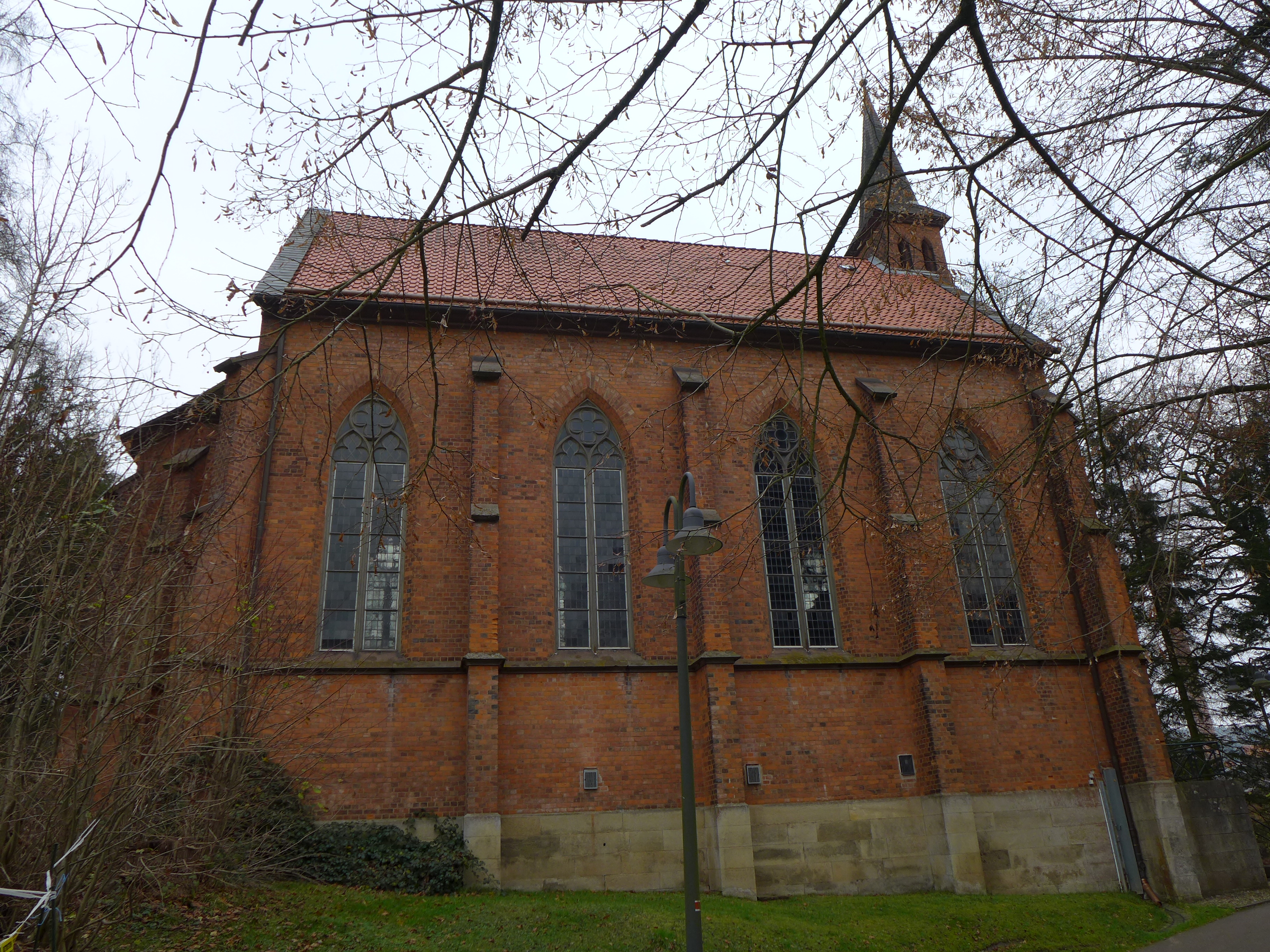
Kirche

In Grünenplan sind mit dem Erich-Mäder-Glasmuseum und dem dazugehörigen Glasmacherhaus zwei Glasmuseen zu besichtigen.
Die ev.-luth. Kirche ist ein Backsteinbau, der im Westen mit einem Dachreiter versehen ist. Er entstand in den 1850er Jahren mit Unterstützung von Friedrich Carl Ludwig Koch. Sein Inneres weist ein Kreuzrippengewölbe auf. Die Gemeinde gehört zum Kirchenkreis Hildesheimer Land–Alfeld.

## Persönlichkeiten

### Söhne und Töchter der Gemeinde
- Heinrich Tønnies (1825–1903), Fotograf
- Ludwig Ruhe (1828–1888), deutscher Tierhändler und Unternehmer, mit Auslandsgesellschaften zeitweise eines der größten Tierhandelsunternehmen der Welt
- Ferdinand Koch (1832–1904), Hüttenbesitzer und Reichstagsabgeordneter (Nationalliberale Partei)
- Arnold Busch (1876–1951), deutscher Maler und Grafiker
- Wilhelm Schierhorn (1886–1968), deutscher Militärmusiker, Musikinspizient der deutschen Polizei und Komponist von Polizeimärschen
- Ludwig Pahl (1872–1948), Waldarbeiter, Politiker (USPD) und Mitglied des Braunschweigischen Landtages 1920–1922
- Konrad Peek (1881–1926), Kaufmann, Politiker (SPD) und Mitglied des Braunschweigischen Landtages 1924–1926
- Walter Krippendorff (1896–1983), Unternehmer, Werksdirektor und Unternehmensgründer
- Mike Rose (1932–2006), deutscher Maler und Schriftsteller
- Sabine Tippelt (* 1961), Politikerin (SPD) und Mitglied des Niedersächsischen Landtages

### Persönlichkeiten, die vor Ort gewirkt haben
- Georg Althaus (1898–1974), war Pfarrer in Grünenplan